# الأفعوانيات
الأفعوانيات أو أوفيردييفورمز (Ophidiiformes)،، هي رتبة من الأسماك شعاعية الزعانف، وتضم عددًا من العائلات منها أسماك الثعبان البحري (عائلة Ophidiidae)، وأسماك اللؤلؤ (عائلة Carapidae)، وأسماك البرطول الولودية (عائلة Bythitidae)، إلى جانب عائلات أخرى.
تتميّز أفراد هذه الرتبة برؤوس صغيرة وأجسام طويلة ورفيعة. يغطي أجسامها إما حراشف ناعمة أو لا توجد حراشف على الإطلاق. كما تمتلك زعنفة ظهرية طويلة وزعنفة شرجية غالبًا ما تتصل بالزعنفة الذيلية. تعيش هذه الأسماك في الغالب بالمناطق المدارية وشبه المدارية، وتوجد في بيئات مائية متنوعة تشمل المياه العذبة والمالحة، بل وحتى الأعماق السحيقة من المحيطات. تبنّت هذه الأسماك أنماطًا حياتية متنوعة واستراتيجيات تغذية مختلفة، بما في ذلك التطفل. الغالبية العظمى منها تتكاثر عن طريق وضع البيض، إلا أن بعضها يتكاثر بالولادة.
تعود أقدم حفريات معروفة لأفراد هذه الرتبة إلى عصر الماسترخيّ من أواخر العصر الطباشيري، وتشمل: الأسماك القاعدية باستوريوس (Pastorius) التي وُجدت في إيطاليا، وعدة أنواع من أنقليس البحر القاعدي أمفيريستوس (Ampheristus) التي عُثر عليها في الولايات المتحدة وألمانيا.